# Dorfkirche Karow

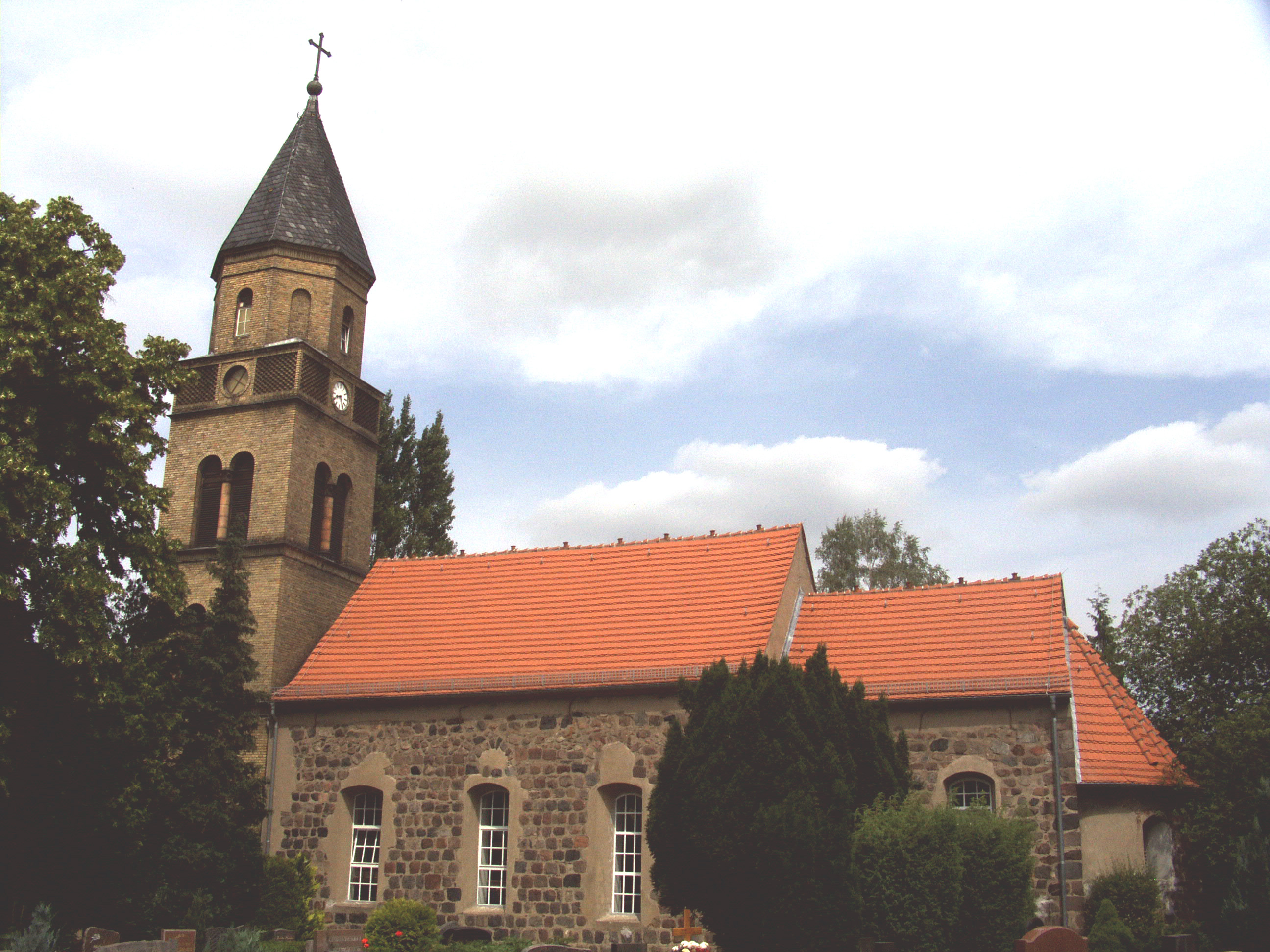
Dorfkirche Karow

Die Dorfkirche Karow ist eine denkmalgeschützte spätromanische Feldsteinkirche in der Straße Alt-Karow / Straße 72 im Berliner Ortsteil Karow des Bezirks Pankow.

## Datierung
Die Dorfkirche Karow zeigt spätromanische Formen. Als Ende der Spätromanik bei märkischen Dorfkirchen gilt die Mitte des 13. Jahrhunderts. Da der Heimatforscher Kurt Pomplun die Dorfkirche Karow als etwas jünger als die Dorfkirche Lankwitz bezeichnete (die er aber ebenfalls ohne genauere Datierung nur pauschal spätromanisch nannte), ist es naheliegend, dass der Autor Marcus Cante (siehe Literatur) sie auf „um 1240“ datiert. Pomplun konnte nur nach der Methode des kunsthistorischen Stilvergleichs datieren, weil die Methode der naturwissenschaftlichen Dendrochronologie zu seiner Zeit nur in wenigen Einzelfällen angewendet wurde. Trotz großer Fortschritte in der Dendrodatierung liegt bisher von den spätromanischen Dorfkirchen Berlins nur ein Dendrodatum für die Dorfkirche Marienfelde vor, abhängig vom Auffinden datierbarer Hölzer. Inzwischen liegt aber für die klassisch spätromanische Dorfkirche von Lindenberg ein Dendrodatum von erst 1270 vor. Ebenso gibt es auch die Erkenntnis, dass alle Dorfkirchen hölzerne Vorgängerbauten hatten, denen die Feldsteinkirchen frühestens in einem Generationsabstand von 20 bis 30 Jahren folgten, weil zunächst Geld aus Ernteerträgen angesammelt werden musste, um diese teuren Bauten errichten zu können. Bei einem Dorfgründungsdatum von um 1230 könnte also der Steinbau erst um 1260 gefolgt sein, äußerstenfalls um 1250. Ein solcher Datierungszwang für spätromanische Dorfkirchen ist jedoch angesichts der Dorfkirche Lindenberg nicht erforderlich. Karow hat auf jeden Fall die älteste Dorfkirche auf dem Berliner Teil des Barnim.

## Baugeschichte

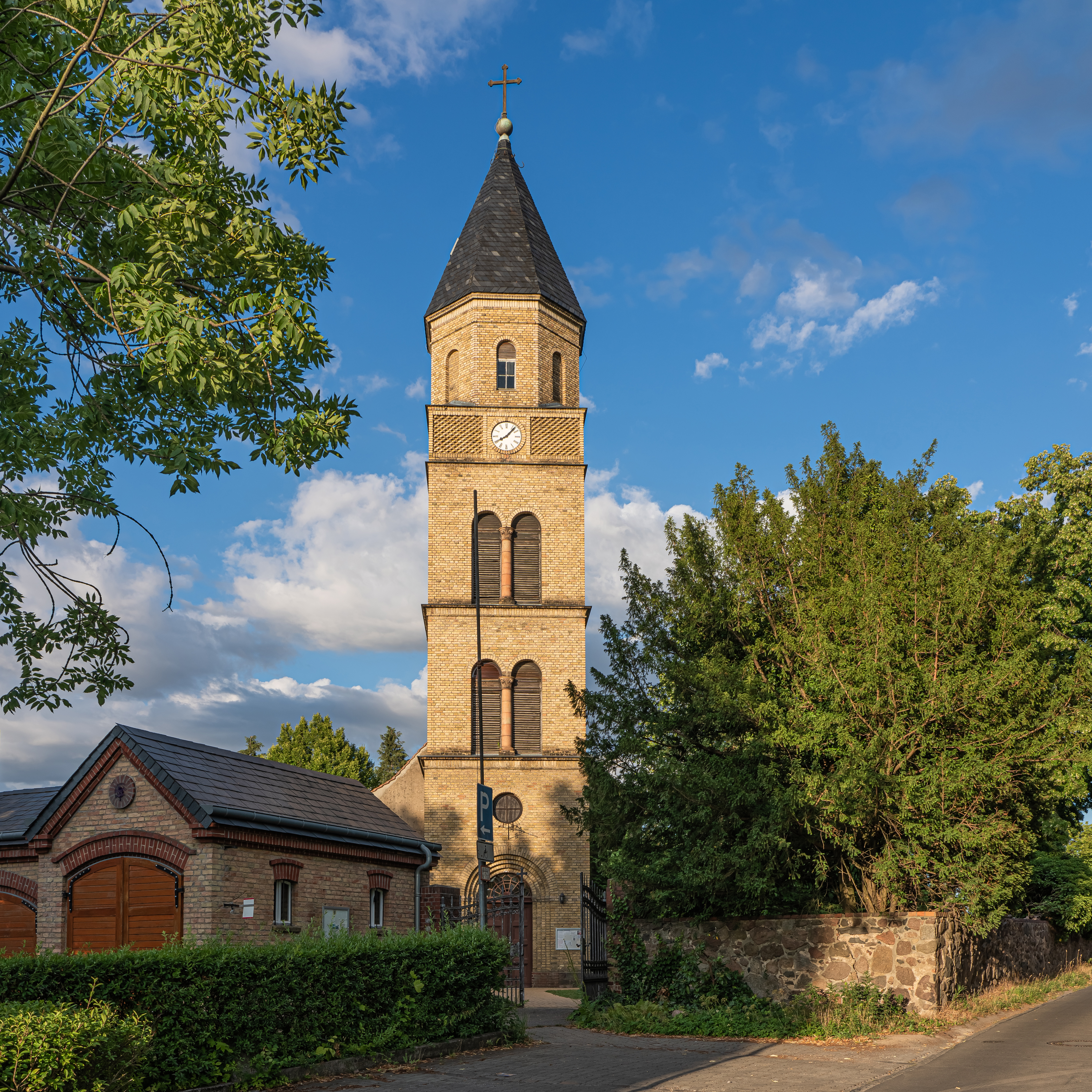
Kirchturm (2022)

Die Dorfkirche Karow wurde als dreiteilige Apsiskirche aus weitgehend sorgfältig behauenem Feldsteinmauerwerk errichtet: mit einem Langhaus von rund 13 m Länge und 10 m Breite, einem eingezogenen Chor mit einer Länge von rund 7 m bei rund 7 m Breite und der Apsis mit einer Länge von rund 3 m und einer Breite von rund 6,50 m. Im oberen Bereich und bei der Sakristei kamen ungleichmäßigere Steine zum Einsatz. Die Kirche hatte je Seitenwand drei spätromanische Rundbogenfenster und ein spitzbogiges Westportal. Dieses ursprüngliche Westportal ist durch den späteren Anbau eines Turms verdeckt. Auf der Nordseite zeigen sich unter dem mittleren Fenster Spuren eines zugesetzten Portals.
Im Jahr 1429 wurde die Kirche durch Einwölbung und Ausmalung weiter ausgebaut. 1622 und 1792–1795 wurden Restaurierungen durchgeführt, wobei die Kirche ein neues Dachwerk und breitere Flachbogenfenster anstelle der schmaleren und höher sitzenden Rundbogenfenster erhielt. 1830 wurde das Gewölbe durch flache Tonnen ersetzt. Der steinerne Turm aus gelbem Backstein, mit quadratischem Grundriss und einem achteckigen Pyramidendach abgeschlossen, wurde erst in den Jahren 1845–1847 von Friedrich August Stüler in romanisierenden Formen angebaut. Der Turm ist nicht direkt der Westseite des Langhauses vorgesetzt, sondern mit ihm durch einen kurzen Zwischenbau verbunden. Im Kirchturm befinden sich drei Stahlgussglocken, die am 24. Mai 1925 neu geweiht wurden, weil 1917 das ursprüngliche Geläut (drei Bronzeglocken) für Kriegszwecke verwendet worden war. Andere Quellen sprechen von zwei Bronzeglocken, die von Nickel Dietrich 1552 in Lothringen gegossen wurden. Sie sollen einen Durchmesser von 1,07 m bzw. 0,85 m aufgewiesen haben. Bei der Renovierung 1958–1959 wurden die oberen Teile der Rundbogenfenster sowie ein Teil der Apsis unschön verputzt. Auch die renovierten Schichtfugen zeigen zu viel verputzten Mörtel.
Ausstattungsgegenstände aus dem Mittelalter sind nicht mehr vorhanden. 1541 müssen sich in der Kirche ein Kelch, ein Pazifikale und eine Monstranz befunden haben. Die Innenausstattung mit hölzerner Kanzel aus dem Jahr 1622, einem 1,07 m hohen Taufbecken und Chorgestühl wurde Anfang des 17. Jahrhunderts im Stil der Spätrenaissance vorgenommen. Als Schmuck finden sich Muschelnischen, ein Predellen-Relief mit der Darstellung des christlichen Abendmahls auf dem Altaraufsatz und die Karower Bilderbibel. Die Orgelempore wird durch gusseiserne Stützen gehalten und ist mit 33 Gemälden (Öl auf Leinwand zu Szenen des Alten und des Neuen Testaments) zum Kirchenraum hin ausgestattet. Dieser Gemäldezyklus wurde aus einer anderen Kirche hierher verbracht, als Herkunft wird die 1731 abgetragene Dorfkirche Buch angenommen. 2001 wurde das Kirchenschiff renoviert und das Dach neu eingedeckt.
Die heutige Orgel baute Friedrich Hermann Lütkemüller im Jahr 1890 für die Dorfkirche Danewitz; 1981 wurde sie von dort angekauft und im Folgejahr in der Karower Kirche aufgebaut. Bis 1981 versah eine pneumatische Kegelladenorgel mit zwölf Registern ihren Dienst, die 1963 von Karl Gerbig zweimanualig erweitert und zuvor 1912 von den Gebrüdern Dinse mit einem Manual in der Kirche aufgestellt wurde. Sie löste ein Vorgängerinstrument von Moritz Baumgarten aus dem Jahr 1856 ab.

## Sonstiges
Die Eichentür der spätmittelalterlichen Sakristei zeigt Spuren tiefer Axthiebe auf, die man mit dem Einbruch schwedischer Söldner in die Kirche während des Dreißigjährigen Krieges erklärt.

## Friedhöfe
Der evangelische Dorfkirchhof Karow an der Ostseite der Kirche, der zur gleichen Zeit wie die Kirche entstand, ist mit einer Feldsteinmauer umgeben und dient bis heute als Begräbnisstätte. Auf der gegenüberliegenden Seite der Straße 72 liegt der Friedhof Karow III.